# آئویی نو اوئه
آئویی نو اوئه (به ژاپنی: 葵の上) شخصیتی داستانی در داستان گنجی است.

## سرگذشت داستانی
او نخستین زنِ رسمی گِنجی است که در شانزده سالگی به عقد وی درمی‌آید، آنگاه که گنجی دوازده ساله است. آئویی مغرور و خوددار است، و در عین حال ناخرسند از زن‌بارگی گنجی. گنجی از وی پسری می‌یابد و پس از این زایمان مدّت کوتاهی آشتی و علاقه میان زن و شوهر برقرار می‌شود. سرانجام در میانهٔ داستان آئویی می‌میرد و باقی داستان بی حضور وی ادامه می‌یابد.

## در ادبیات ژاپن
پس از داستان گنجی، آئویی نو اوئه موضوع نوی بانو آئویی و اقتباس یوکیو میشیما از آن که در فارسی به همین نامِ بانو آئویی شناخته شده نیز قرار گرفته‌است.